# MFF Football Centre
Das MFF Football Centre (mongolisch МХХ Хөлбөмбөгийн төв, deutsch MFF-Fußballzentrum) ist ein Fußballstadion in der mongolischen Hauptstadt Ulaanbaatar. Es bietet 3500 Plätze, ein Kunstrasenspielfeld und wird hauptsächlich für Fußball genutzt. Die Abkürzung MMF bedeutet Mongolian Football Federation. Neben dem MFF Football Centre liegt das Nationale Sportstadion.

## Geschichte
Am 15. März 2011 trafen die Philippinen und die Mongolei in der Qualifikation zum AFC Challenge Cup 2012 im MFF Football Centre aufeinander; die Begegnung gewannen die Mongolen mit 2:1. Im Juni 2011 gewann die mongolische Fußballnationalmannschaft hier gegen Myanmar ein Qualifikationsspiel zur Weltmeisterschaft 2014 mit 1:0.